# Glandora
Glandora D.C.Thomas, Weigend & Hilger è un genere di piante della famiglia delle Boraginacee, diffuso nel bacino del Mediterraneo.. Sino al 2008 era compreso nel genere Lithodora. 

## Etimologia
Il termine Glandora deriva dal latino glans, ossia "ghianda, ghiandola", per la presenza di ghiandole nelle foglie, e dal greco δωρεά (dorea), cioè "dono", per ricordare il genere Lithodora, in cui le specie del genere Glandora erano precedentemente inserite.

## Tassonomia
Comprende le seguenti specie:
- Glandora diffusa (Lag.) D.C.Thomas
- Glandora gastonii (Benth.) L.Cecchi & Selvi
- Glandora goulandrisiorum (Rech.f.) L.Cecchi & Selvi
- Glandora moroccana (I.M.Johnst.) D.C.Thomas
- Glandora nitida (Ern) D.C.Thomas
- Glandora oleifolia (Lapeyr.) D.C.Thomas
- Glandora prostrata (Loisel.) D.C.Thomas
- Glandora rosmarinifolia (Ten.) D.C.Thomas